# Христо Хролев
Христо Иванов Хролев – Графа е български комунист, деец на Независимите работнически професионални съюзи.

## Биография
Хролев е роден на 14 юни 1903 година в кукушкото село Хърсово, тогава в Османската империя. След като Кукушко попада в Гърция след Междусъюзническата война в 1913 година, семейството му емигрира в България и се установява в София. В 1917 година завършва с отличие прогимназия и се записва в Трета мъжка гимназия. В 1919 година е изключен от гимназията, заради участието в организиране на стачка.
Хролев работи като печатарски работник в печатница „Гутенберг“, в която се печата „Работническо дело“. Интересува се от театралното изкуство. След 1925 година става известен като един от най-добрите изпълнители на стиховете на Христо Смирненски. В 1919 година става член на Българския комунистически младежки съюз, а в 1927 година – на Българската комунистическа партия. Деец е на Независимите работнически професионални съюзи. В 1931 година е арестуван и лежи в Софийския и Старозагорския затвор до 1932 година.
Убит е на улицата в София на 14 юни 1933 година от дейци на Вътрешната македонска революционна организация.